# Matteo Lodo
Matteo Lodo (Terracina, 25 ottobre 1994) è un canottiere italiano vincitore della medaglia di bronzo ai Giochi olimpici di Rio de Janeiro 2016 e a quelli di Tokyo 2020 nel quattro senza.

## Biografia
Ai campionati del mondo di canottaggio di Sarasota 2017, entra nella storia del canottaggio italiano, conquistando il primo oro azzurro nella specialità del due senza senior maschile, in coppia con Giuseppe Vicino.

## Palmarès
- Giochi olimpici

Rio de Janeiro 2016: bronzo nel quattro senza.
Tokyo 2020: bronzo nel quattro senza.
- Mondiali

Aiguebelette 2015: oro nel quattro senza.
Sarasota 2017: oro nel due senza.
Plovdiv 2018: argento nel quattro senza.
- Campionati europei di canottaggio

Račice 2017: oro nel due senza.
Poznań 2020: bronzo nel 2 senza.